# Ataque de Magdeburgo em 2024

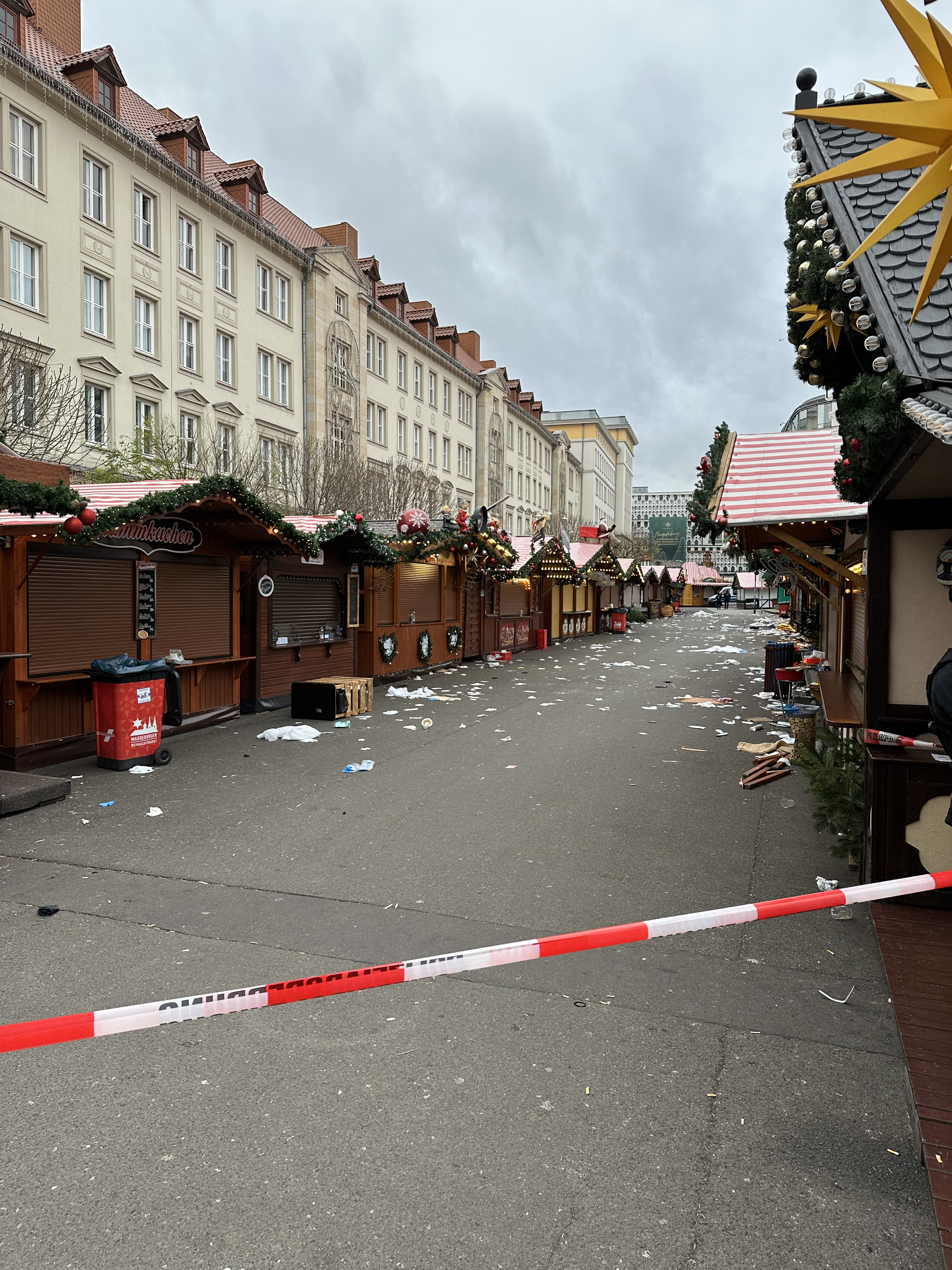
O mercado de Natal da cidade de Magdeburgo após o ataque

O ataque de Magdeburgo foi um ataque com veículo que ocorreu em 20 de dezembro de 2024, quando um SUV foi lançado contra uma multidão no mercado de Natal da cidade de Magdeburgo, Alemanha, resultando na morte de 5 pessoas e ferimentos em pelo menos outras 205. O motorista do carro, Taleb Al-Abdulmohsen, de 50 anos de idade, foi preso. Ele é um refugiado, dissidente e médico da Arábia Saudita.

## Contexto
Magdeburgo é a capital do estado da Saxônia-Anhalt. A cidade realiza anualmente um mercado de Natal localizado perto da prefeitura e de um grande shopping center.
Os mercados de Natal já foram alvo de ataques com veículos, como o ataque de 2016 em Berlim. Esse ataque, perpetrado pelo Estado Islâmico, matou 12 pessoas e feriu outras 56. A Ministra do Interior e da Comunidade, Nancy Faeser, disse em novembro de 2024 que não havia ameaças "concretas" aos mercados de Natal, mas que era sensato manter a vigilância.
Duas semanas antes do ataque, um iraquiano foi preso sob suspeita de planejar um ataque contra um mercado de Natal em Augsburgo, Baviera.

## Ataque e vítimas
Às 19h04 CET de 20 de dezembro de 2024, um motorista dirigiu um carro alugado BMW preto, supostamente alugado pouco antes do ataque, em alta velocidade contra uma multidão em um mercado de Natal em Magdeburgo. O carro percorreu pelo menos 400 metros, segundo a polícia. O alegado condutor do veículo foi posteriormente detido na parada de bonde de Allee-Center.
Pessoas que não ficaram feridas no ataque ajudaram a prestar primeiros socorros aos feridos, até que os serviços de emergência pudessem chegar. Outros descreveram um rescaldo caótico com sangue por todo o lado e pessoas enroladas em cobertores de emergência para se manterem aquecidas.
Um porta-voz do governo estadual da Saxônia-Anhalt disse que "provavelmente foi um ataque". Um item de bagagem foi descoberto no banco do passageiro do veículo e a polícia isolou a área após suspeitas de que um dispositivo explosivo estava dentro do veículo, no entanto, foi determinado que não havia explosivos no carro.
Cinco pessoas foram mortas, incluindo quatro mulheres com idades entre 45 e 75 anos de idade e André Gleissner, de nove anos de idade. Mais de 205 pessoas ficaram feridas, incluindo 41 em estado crítico.

## Suspeito
Um suspeito que supostamente conduzia o veículo foi preso. Segundo informações do Ministro-Presidente da Saxônia-Anhalt, Reiner Haseloff (CDU), a Ministra do Interior da Saxônia-Anhalt Tamara Zieschang (CDU), assim como dos jornais Die Welt e Der Spiegel, o suspeito do crime foi identificado como "Taleb A." devido aos regulamentos de privacidade alemães. Detalhes divulgados pelas autoridades levaram veículos estrangeiros a identificar Taleb A. como Taleb Al-Abdulmohsen, um ateu e médico de 50 anos de idade proveniente da Arábia Saudita que mora em Bernburg e trabalhou como psicólogo e psiquiatra em uma unidade correcional em uma clínica em Bernburg. O suspeito imigrou para a Alemanha em março de 2006, foi reconhecido como refugiado em julho de 2016 e possui uma autorização de residência e, portanto, uma autorização de residência.
De acordo com o India Today, Abdulmohsen é procurado pela Arábia Saudita por acusações relacionadas a terrorismo e tráfico de pessoas, especificamente alegações de facilitar o tráfico de indivíduos da Arábia Saudita e dos Estados do Golfo Pérsico para a União Europeia. Apesar do pedido de extradição da Arábia Saudita, a Alemanha concedeu-lhe asilo político em 2016, alegando preocupações sobre sua segurança e direitos caso ele fosse devolvido à Arábia Saudita. O governo alemão recusou-se a extraditá-lo, alegando a falta de devido processo na Arábia Saudita. O governo da Arábia Saudita alertou as autoridades de segurança alemãs sobre Abdulmohsen três vezes entre novembro de 2023 e setembro de 2024. Autoridades sauditas alegaram que ele era perigoso e uma ameaça potencial aos diplomatas sauditas. A Alemanha rejeitou o aviso, considerando-o como dirigido a um dissidente que alegou ter abandonado o islamismo, um ato conhecido como apostasia, que é um crime capital na Arábia Saudita.
Em aparições na mídia, Abdulmohsen era ex-muçulmano que se opunha ao islamismo e aos muçulmanos. O Der Spiegel relatou sobre ele no mesmo ano; que ele iria – através do seu fórum web wearesaudis.net e do Twitter – ajudar outros a escapar da Arábia Saudita para a Alemanha.
Abuldmohsen apareceu na BBC apresentando seu site destinado a ajudar os apóstatas que buscam asilo, "especialmente da Arábia Saudita e da região do Golfo". Abdulmohsen compartilhou conteúdo pró-Israel na Internet. Numa entrevista de 2019 ao The Jerusalem Post, ele afirmou que passava de 10 a 16 horas por dia a ajudar apóstatas do Oriente Médio a pedir asilo em países ocidentais. Numa entrevista em vídeo de 45 minutos que apareceu num blogue anti-islâmico dos Estados Unidos da Fundação RAIR oito dias antes do ataque, Abdulmohsen declarou que o Estado alemão está a conduzir uma "operação secreta secreta" para "caçar e destruir as vidas" de ex-muçulmanos sauditas em todo o mundo, mas ao mesmo tempo os jihadistas sírios estão a receber asilo na Alemanha. Na mesma entrevista, ele se descreve como esquerdista. No Twitter, Abdulmohsen publicou uma metralhadora com uma bandeira dos EUA como foto de perfil e teorias da conspiração como "A Alemanha quer islamizar a Europa". Abdulmohsen também compartilhou conteúdo deológico de direita semelhante, incluindo conteúdo da política alemã Alice Weidel (AfD), Alex Jones e Elon Musk.
Em maio de 2024, Abdulmohsen escreveu: "Espero seriamente morrer este ano. O motivo: garantirei justiça a qualquer custo. E as autoridades alemãs estão impedindo qualquer caminho pacífico para a justiça." Poucos minutos antes do ataque, ele postou mais vídeos. Em um deles, Abdulmohsen disse: "A própria polícia é a criminosa. Neste caso, responsabilizo a nação alemã, responsabilizo os cidadãos alemães pelo que está reservado para mim." Em outro vídeo antes do ataque, Abdulmohsen disse: "Outra razão pela qual responsabilizo os cidadãos alemães pela perseguição que sofro na Alemanha é a história de um pendrive roubado da minha caixa de correio".
De acordo com informações de diversas emissoras públicas e meios de comunicação privados na Alemanha, Abdulmohsen foi denunciado à polícia várias vezes por causa de ameaças de violência. De acordo com a emissora pública ARD, Abdulmohsen foi condenado em 2013 pelo Tribunal Distrital de Rostock a 90 multas diárias de dez euros cada por ameaça de crimes. O Serviço Federal de Inteligência (BND) recebeu um relatório da Arábia Saudita de que Abdulmohsen havia anunciado algo grande na Alemanha já em 2023. As autoridades estatais responsáveis teriam dado seguimento a esta denúncia. No outono de 2023, uma mulher que esteve em contato com Abdulmohsen pela Internet tentou avisar a polícia em Berlim que Abdulmohsen queria matar 20 alemães; no entanto, ela enviou erroneamente seu e-mail para a polícia dos EUA em Berlim, Nova Jersey.
A Ministra do Interior, Nancy Faeser, disse que as autoridades podem confirmar que o suspeito era "evidentemente islamofóbico".

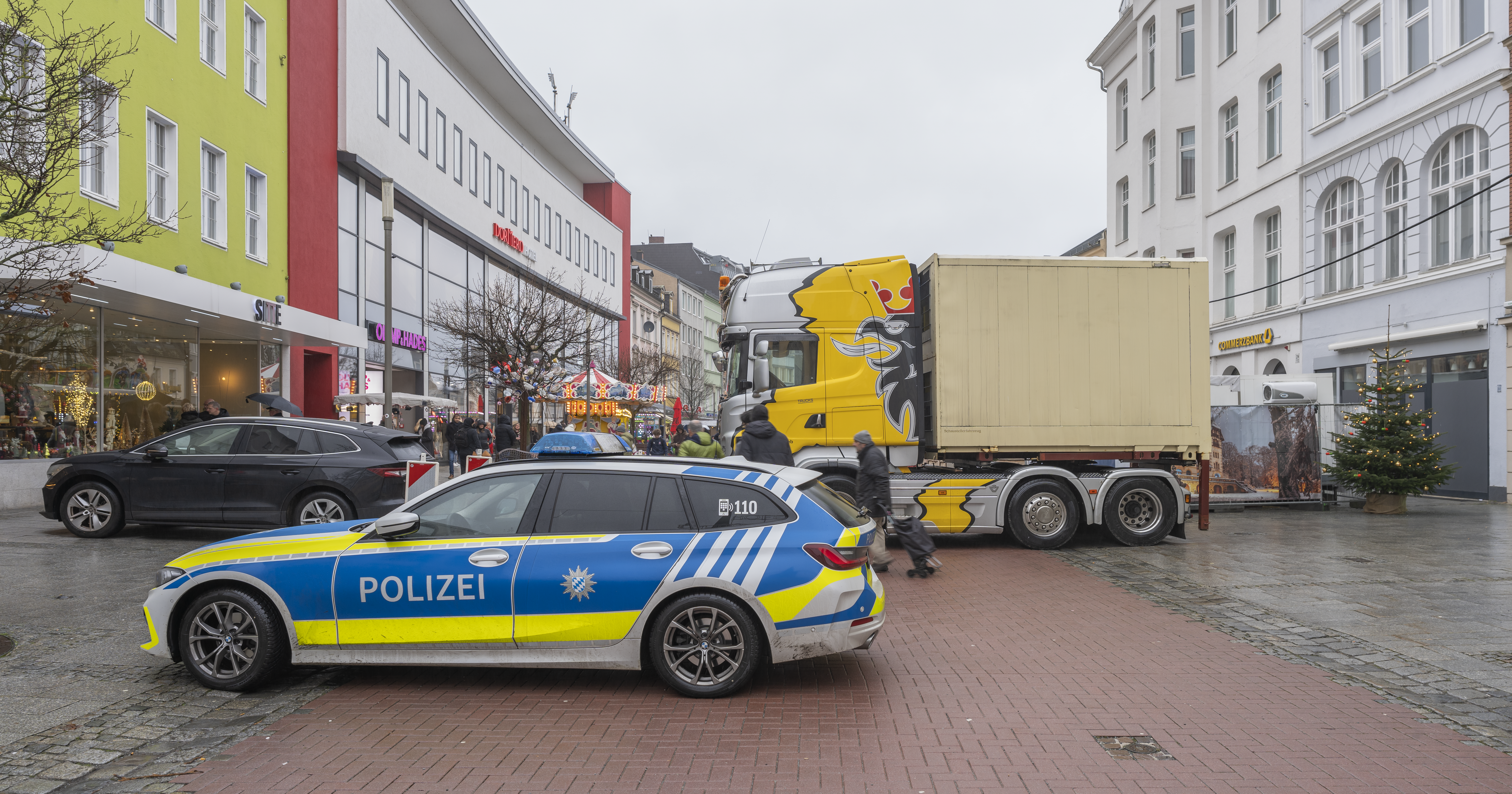
Vários mercados de Natal na Alemanha aumentaram a segurança depois disso, como na Baviera.

## Consequências
Centenas de pessoas criaram um memorial improvisado com flores, velas acesas e brinquedos. A polícia de Magdeburg pediu aos cidadãos que ficassem em casa. O mercado de Natal de Erfurt foi liberado, enquanto o de Halle permaneceu aberto com segurança adicional. O Departamento de Polícia da Cidade de Nova York também aumentou a segurança nos mercados de Natal em resposta ao ataque.

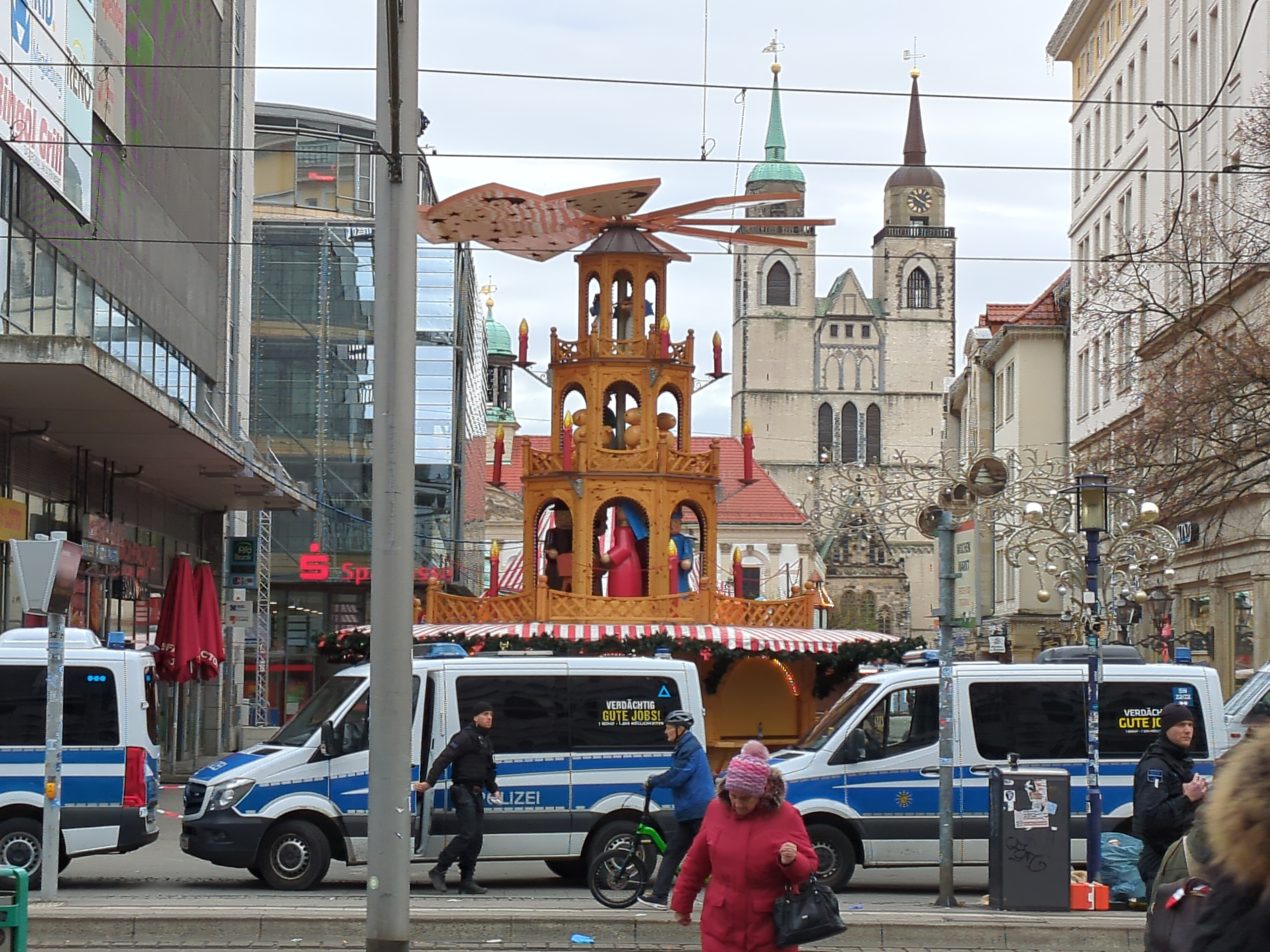
Parada de bonde um dia após o ataque.

Um serviço memorial para as vítimas mortas será realizado na Catedral de Magdeburg. A ministra do Interior , Nancy Faeser, ordenou que as bandeiras fossem baixadas a meio mastro em todos os edifícios federais do país.
Publicações como o Politico e o The Wall Street Journal escreveram que o ataque poderia revigorar as discussões sobre imigração na Alemanha antes das eleições federais de 2025.

## Respostas

### Doméstica
Muitas figuras políticas na Alemanha expressaram as suas condolências após o ataque, incluindo o Ministro-Presidente da Saxónia-Anhalt, Reiner Haseloff, o Chanceler Olaf Scholz, o presidente Frank-Walter Steinmeier  e os líderes partidários Friedrich Merz, da CDU, e Alice Weidel, da AfD. Haseloff e Scholz também visitaram o local do ataque, juntamente com a ministra do Interior, Nancy Faeser. Além disso, Haseloff também foi um dos primeiros a fornecer o detalhe de que o terrorista agiu sozinho.
A Deutsche Fußball Liga (DFL) apelou a todas as equipes das duas principais divisões do futebol alemão para que usassem braçadeiras pretas em memória das vítimas e fizessem minutos de silêncio em vários jogos da Bundesliga. Um lojista, que também estava presente, descreveu as cenas como “reminiscentes de uma guerra”.
O especialista alemão em terrorismo Peter Neumann expressou surpresa em relação ao perfil único do perpetrador como um "ex-muçulmano saudita de 50 anos" que vivia na Alemanha Oriental, apoiava o partido de extrema-direita, Alternativa para a Alemanha (AfD), e odiava a Alemanha pela sua tolerância para com os islâmicos. Segundo a imprensa alemã, o perpetrador defendeu nas redes sociais ideias de extrema direita próximas às do partido AfD.
O AfD apelou a grandes manifestações em toda a Alemanha após o ataque. O líder parlamentar da AfD, Bernd Baumann, exigiu que o chanceler Scholz convocasse uma sessão especial no Bundestag sobre o que ele descreveu como uma situação de segurança "desoladora". O ativista de extrema-direita austro-alemão, Martin Sellner, afirmou que os motivos do perpetrador eram complexos e que ele odiava os alemães mais do que odiava o islamismo.
Sahra Wagenknecht, a líder do partido BSW, declarou que Nancy Faeser, a ministra do Interior, precisa explicar formalmente "por que tantas dicas e avisos foram ignorados de antemão".

### Internacional
O Ministério dos Negócios Estrangeiros da Arábia Saudita condenou o ataque e expressou a sua solidariedade com o povo alemão e o seu apoio às vítimas.
Foram expressas condolências pelos líderes da Dinamarca, do Reino Unido, da França, da Itália, da Hungria, da Espanha, da Turquia, do Irã, da Polônia, dos Países Baixos e da Índia, bem como pelo Secretário-Geral da OTAN, Mark Rutte. A presidente da Comissão Europeia, Ursula von der Leyen, também enviou condolências à Alemanha.
Nos Estados Unidos, o vice-presidente eleito J. D. Vance e Elon Musk acusaram os meios de comunicação de minimizar o papel do motorista no ataque com o carro.
Viktor Orbán, o primeiro-ministro da Hungria, prometeu “rifletar” contra as políticas de fronteiras abertas após afirmar que existe uma ligação entre a imigração ilegal para a Europa Ocidental e os ataques terroristas.

## Protestos
Houve protestos anti-migração em Magdeburgo, onde ocorreu o ataque  Os manifestantes carregaram cartazes apelando à remigração.